# Karel de Bazel
Pour les articles homonymes, voir Bazel (homonymie).
Karel de Bazel (Le Helder, 1869 — Amsterdam, 1923) est un architecte, graveur, dessinateur, concepteur de meubles, de tapis, de verre et de reliure moderne néerlandais.
Il a notamment conçu des édifices religieux, des maisons et des immeubles à Amsterdam, Bussum et La Haye, ses deux plus importants portant aujourd'hui son nom : le De Bazel (nl) d'Arnhem, construit pour la société Nederlandse Heidemaatschappij, et le De Bazel, construit pour la Société de commerce néerlandaise et hébergeant actuellement les archives de la ville d'Amsterdam, son plus célèbre.
Il a été le premier président de l'Association néerlandaise des Architectes (nl), à partir de 1909.

## Biographie

### Jeunesse, formation et débuts
Karel Petrus Cornelis de Bazel naît à Le Helder, aux Pays-Bas, le 14 février 1869. Il est le fils de Karel Pieter Cornelis de Bazel (d), secrétaire distingué du ministère de la Marine, et de Petronella Elisabeth Koch. De Bazel est issu d'un milieu modeste et son éducation formelle dans sa jeunesse ne s'étend qu'à l'école primaire. Beaucoup plus tard, De Bazel commence sa carrière comme apprenti chez un charpentier,,.
De Bazel suit des cours du soir d'architecture à la Académie royale des beaux-arts de La Haye, puis trouve un emploi de dessinateur dans le cabinet d'architectes Nieukerken de La Haye en 1888,,,.

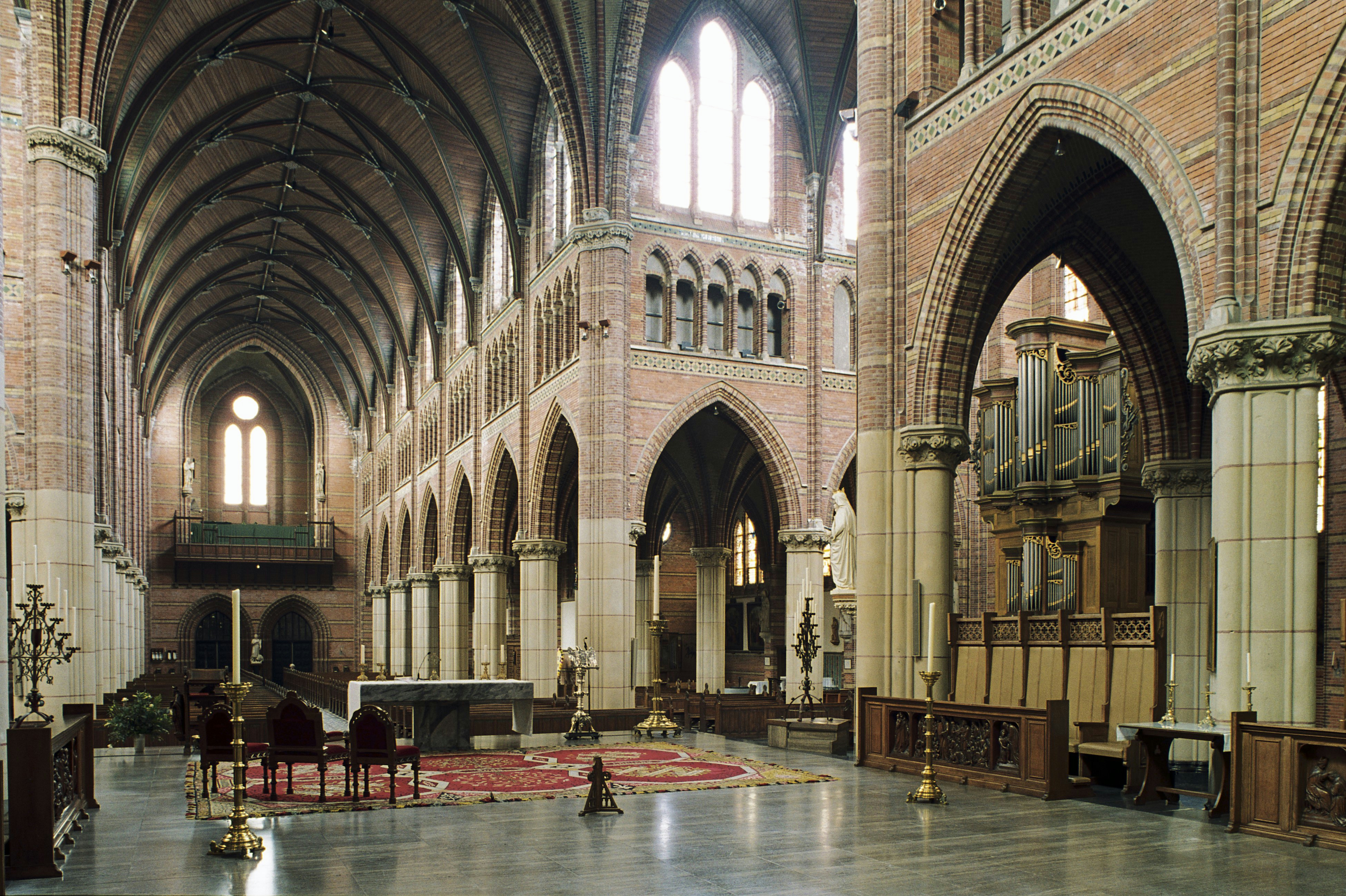
Intérieur de l'église Saint-Guy, à Hilversum.

En 1889, par l'intermédiaire de son frère, qui travaille comme traducteur de français dans une maison d'édition de Leyde, De Bazel trouve du travail comme dessinateur pour l'éminent architecte néerlandais P. J. H. Cuypers à Amsterdam. Au cours de cette période, il exécute des dessins en perspective de l'église Saint-Guy à Hilversum et de la basilique-cathédrale Saint-Bavon de Haarlem, qui impressionnent tellement Cuypers qu'il le promeut d'abord dessinateur en chef, puis concepteur en chef, supervisant le reste du cabinet. Mais après que De Bazel devient membre de la Theosofische Vereniging (Société théosophique) en 1894, il quitte l'entreprise de Cuypers, car son employeur est catholique,,.
En 1895, De Bazel et Mathieu Lauweriks (nl) forment leur propre partenariat indépendant,,. Entre 1897 et 1902, le duo donne des cours de dessin, d'histoire de l'art et d'esthétique aux côtés de Herman Walenkamp (nl) dans le nouveau Vahânaloge théosophique qu'ils ont fondé à Amsterdam l'année précédente ; l'institution fonctionne jusqu'en 1931. Ils y établissent des liens entre l'architecture, les mathématiques, la nature et le cosmos,. De Bazel est membre de la Nederlandsche Vereeniging voor Ambachts- en Nijverheidskunst (en), l'association néerlandaise pour l'artisanat et les métiers d'art.

### Maturité dans l'architecture, 1900-1923
En 1904, De Bazel fonde le célèbre studio de meubles De Ploeg à Amsterdam avec son beau-frère Kees Oosschot (nl) et Klaas van Leeuwen (nl). Avec Hendrik Petrus Berlage, il est à l'origine du rationalisme architectural néerlandais qui deviendra caractéristique de la pratique nationale pendant et après la première Guerre mondiale.

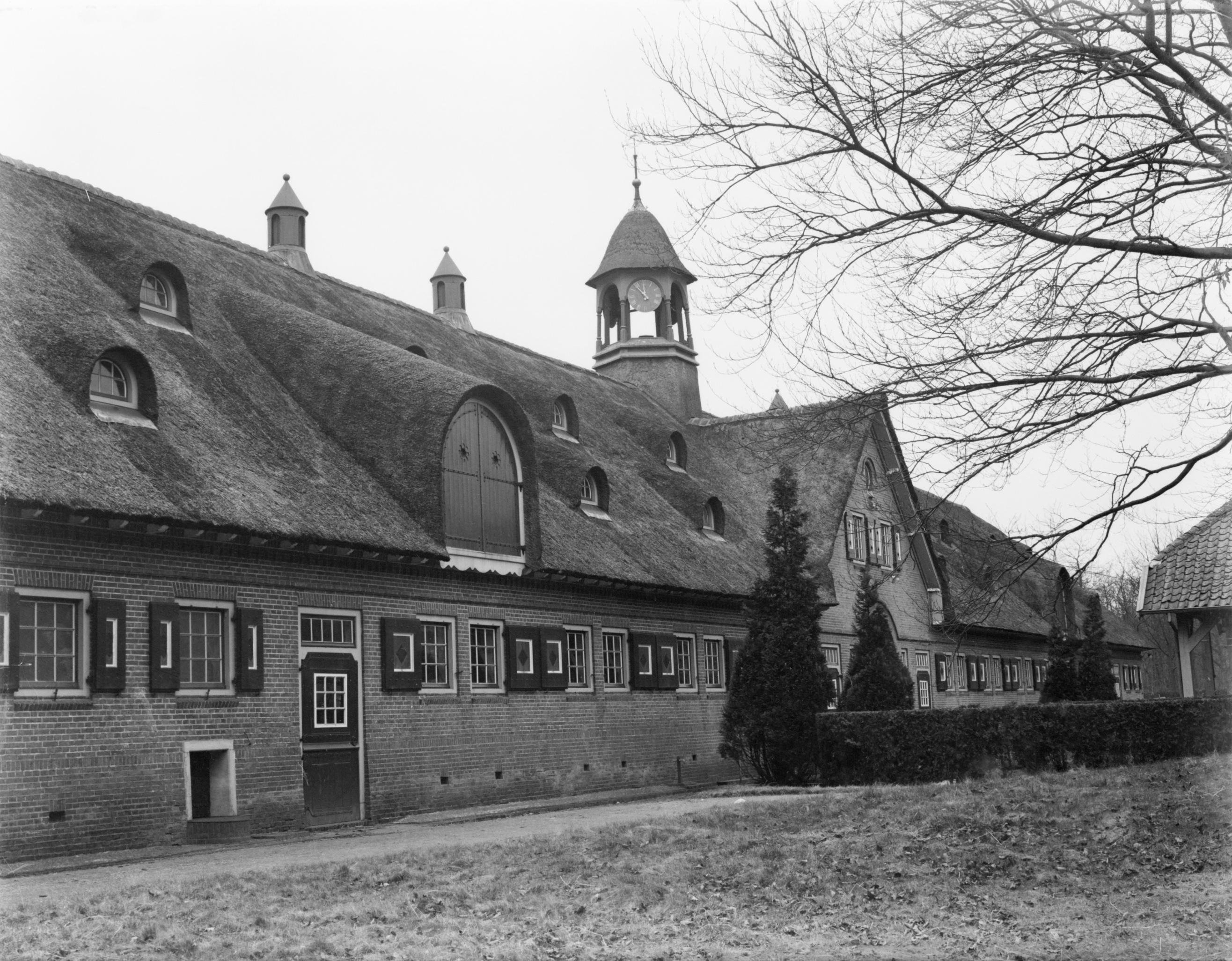
La ferme Oud Bussem.

Au cours de cette période, De Bazel réalise de nombreux projets autour et pour la municipalité de Bussum. La première de ces réalisations est la ferme modèle Oud Bussem (nl) (1903), située sur le domaine éponyme dans Le Gooi. Ce complexe a été fondé par un étudiant fortuné en réponse à une épidémie de typhus qui avait contaminé le lait frais vendu dans tout le pays. Berlage et Willem Marinus Dudok ont tous deux fait l'éloge de cette conception, la qualifiant de meilleur travail de De Bazel. En 1921, il est chargé par la municipalité de Bussum de concevoir un nouveau quartier résidentiel, le Brediuskwartier (nl), qui reste l'un des plus beaux et des plus complets exemples restants d'un quartier résidentiel dans le style de l'École d'Amsterdam aux Pays-Bas. Le 17 novembre 2006, le quartier a été officiellement désigné par le gouvernement comme un paysage urbain protégé (nl). Il a également conçu un parc et des logements ouvriers à Bussum, et d'autres quartiers résidentiels pour ouvriers et bourgeois à Eindhoven et Dieren, et entre 1913 et 1923, De Bazel a également conçu plusieurs blocs de logements ouvriers dans le Spaarndammerbuurt (nl) à l'ouest du centre d'Amsterdam.

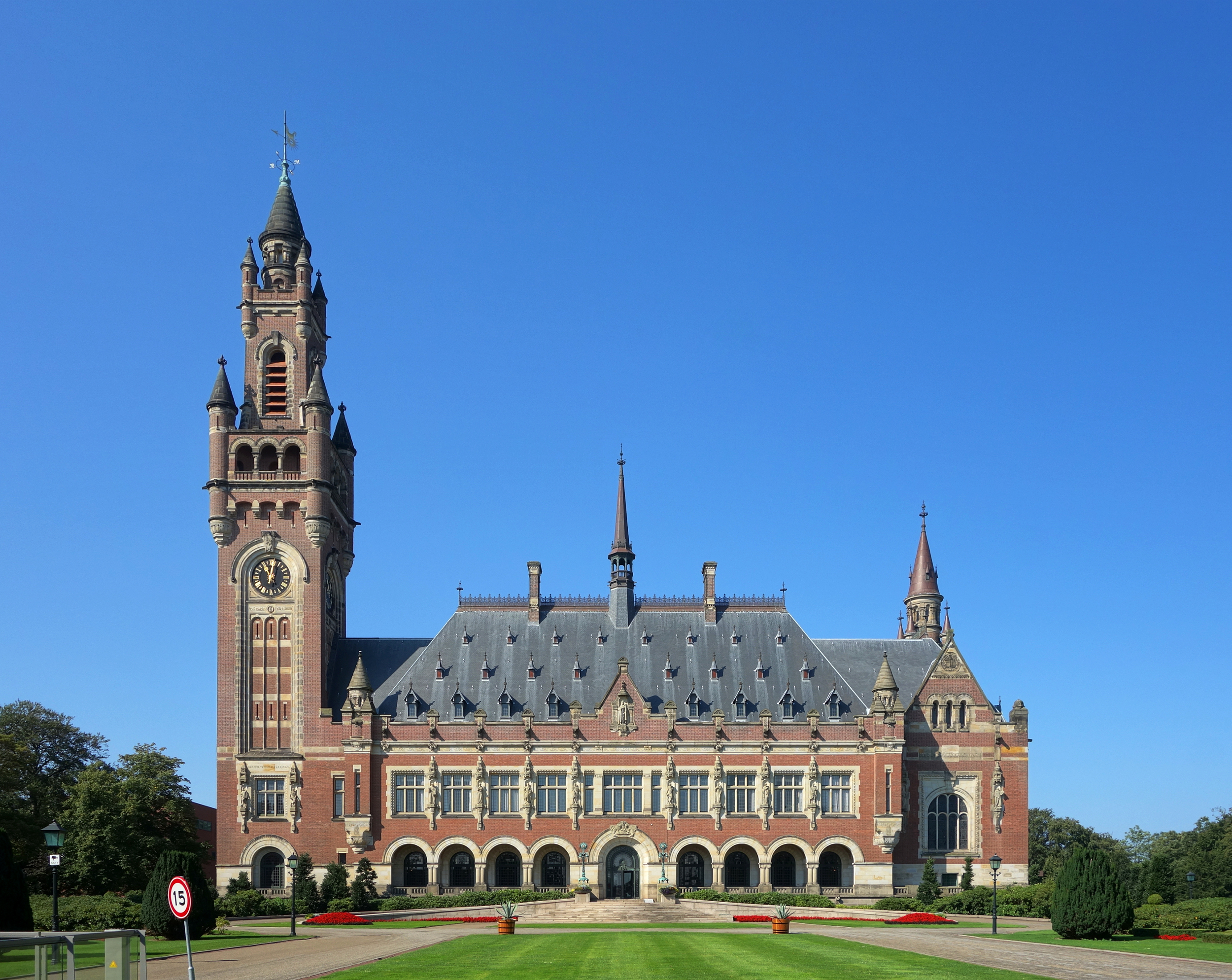
Le palais de la Paix.

En 1905, De Bazel conçoit également un complexe de la capitale mondiale de plan octogonal, comprenant un palais de la paix et trois académies, pour la Stichting voor Internationalisme (nl) (Fondation pour l'internationalisme), juste à côté de La Haye, qui n'a toutefois jamais été exécuté, à l'exception du palais de la Paix. De même, en 1907, il conçoit un nouveau quartier dans les contreforts de Semarang dans les Indes orientales néerlandaises (aujourd'hui l'Indonésie) pour son ami, le pharmacien et activiste colonial Hendrik Tillema (nl). Ce quartier était censé servir à améliorer la santé et les conditions de vie des Javanais de la ville, ce qui a amené le gouvernement colonial à s'opposer à sa mise en œuvre, jusqu'à ce qu'il soit largement modifié par Thomas Karsten (en) une décennie plus tard pour servir de quartier embourgeoisé à l'élite néerlandaise et chinoise fortunée de la ville. Berlage a inclus les dessins de De Bazel dans son plan d'expansion de 1908 pour La Haye, mais cela n'a jamais été directement réalisé non plus,,.

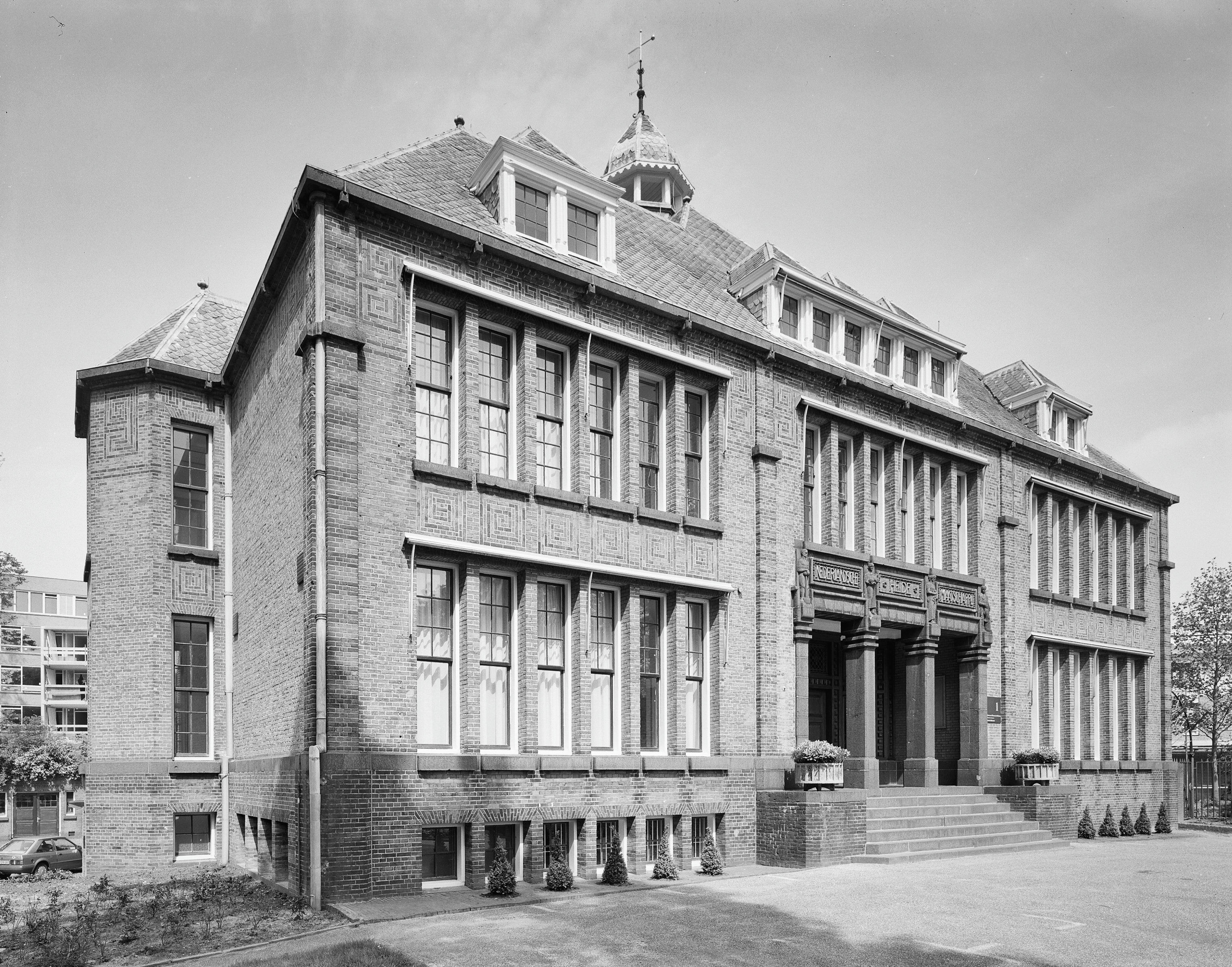
Le bâtiment De Bazel d'Arnhem, pour la Nederlandse Heidemaatschappij.

En 1909, il devient le premier président de l'Association néerlandaise des Architectes (nl),.
Parmi les autres travaux de cette période, citons le bâtiment de la Nederlandse Heidemaatschappij (nl) (une société néerlandaise de conseil et d'ingénierie en matière d'environnement et d'infrastructures, aujourd'hui appelée Arcadis) à Arnhem, construit de 1912 à 1914, qui a été la première structure de grande envergure aux Pays-Bas à utiliser le béton armé. L'ancien immeuble de bureaux s'appelle désormais De Bazel (nl) en son honneur,.
De Bazel travaille par ailleurs sur les plans d'une verrerie à Leerdam, qui, à partir de 1915, engage plusieurs artistes pour concevoir des produits utilitaires et décoratifs, parmi lesquels Berlage et Frank Lloyd Wright.

### Dernières années

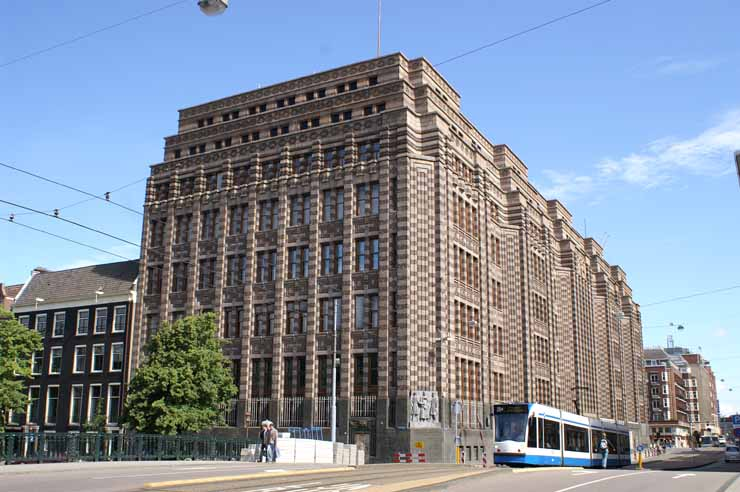
Le De Bazel d'Amsterdam pour la Société de commerce néerlandaise (aujourd'hui les archives de la ville d'Amsterdam).

À la fin de sa vie, De Bazel conçoit son œuvre la plus célèbre, le siège de la Société de commerce néerlandaise, construit de 1919 à 1926 au 32 de la Vijzelstraat à Amsterdam, dont il conçoit également une grande partie de l'intérieur. L'ancien immeuble de bureaux est souvent appelé familièrement De Bazel en son honneur et abrite depuis 2007 les archives de la ville d'Amsterdam. Il a également conçu la synagogue d'Enschede (nl), qui a été achevée à titre posthume,.
Karel de Bazel meurt le 28 novembre 1923 à bord d'un train reliant son domicile de Bussum à Amsterdam, ironiquement en route pour les funérailles de son collègue architecte néerlandais accompli Michel de Klerk (mort quatre jours plus tôt), des suites d'une affection pulmonaire. Il a été enterré au cimetière Westerveld (nl) de Driehuis.

## Œuvre

### Architecturale

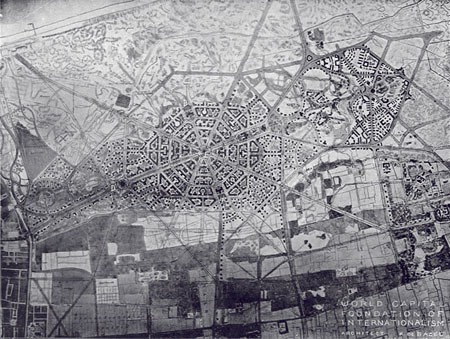
Conception d'un centre mondial pour la paix sur le Mussenberg, près de La Haye. 1905.

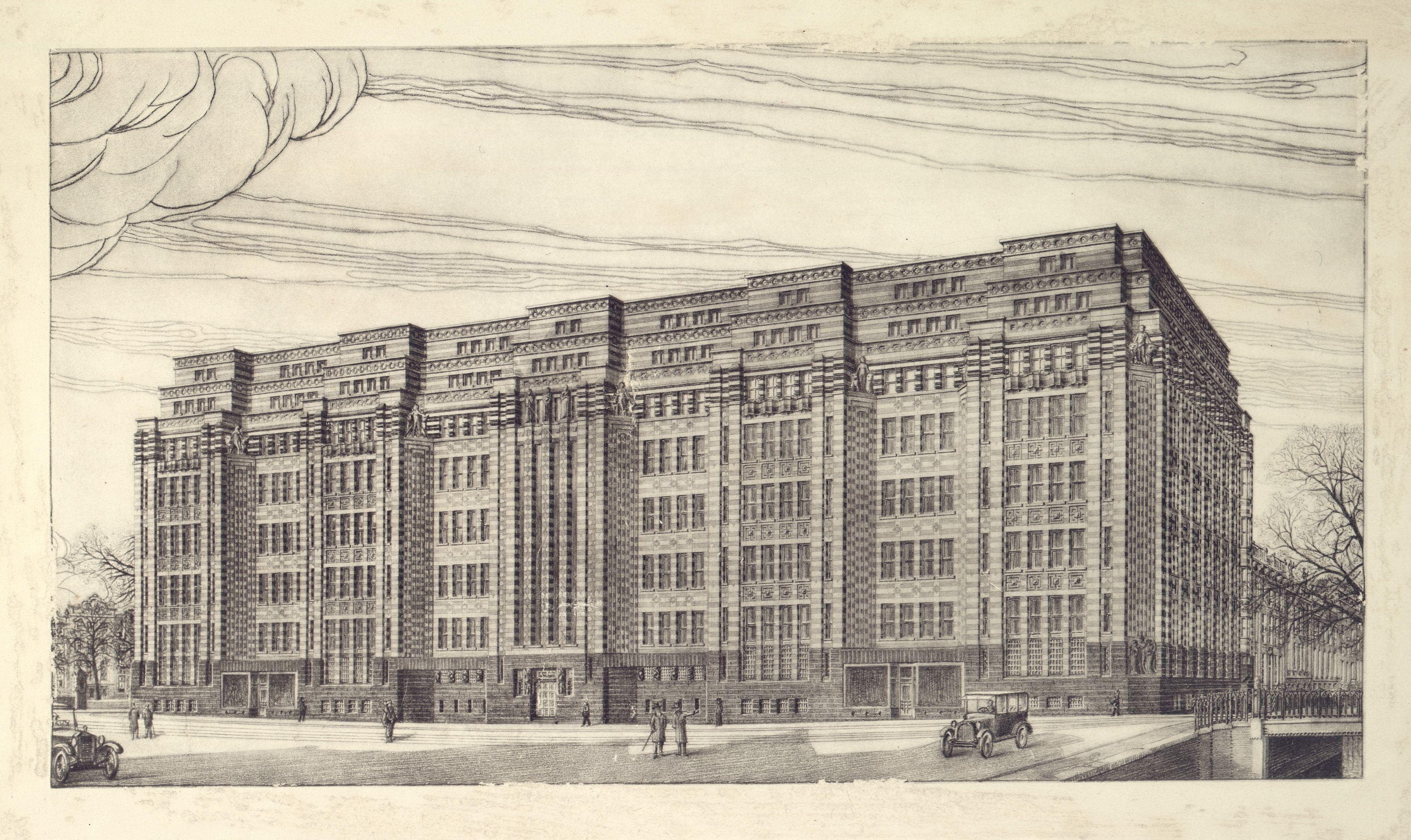
Dessin de présentation du bâtiment de la Nederlandse Handelmaatschappij, Vijzelstraat 30-34.

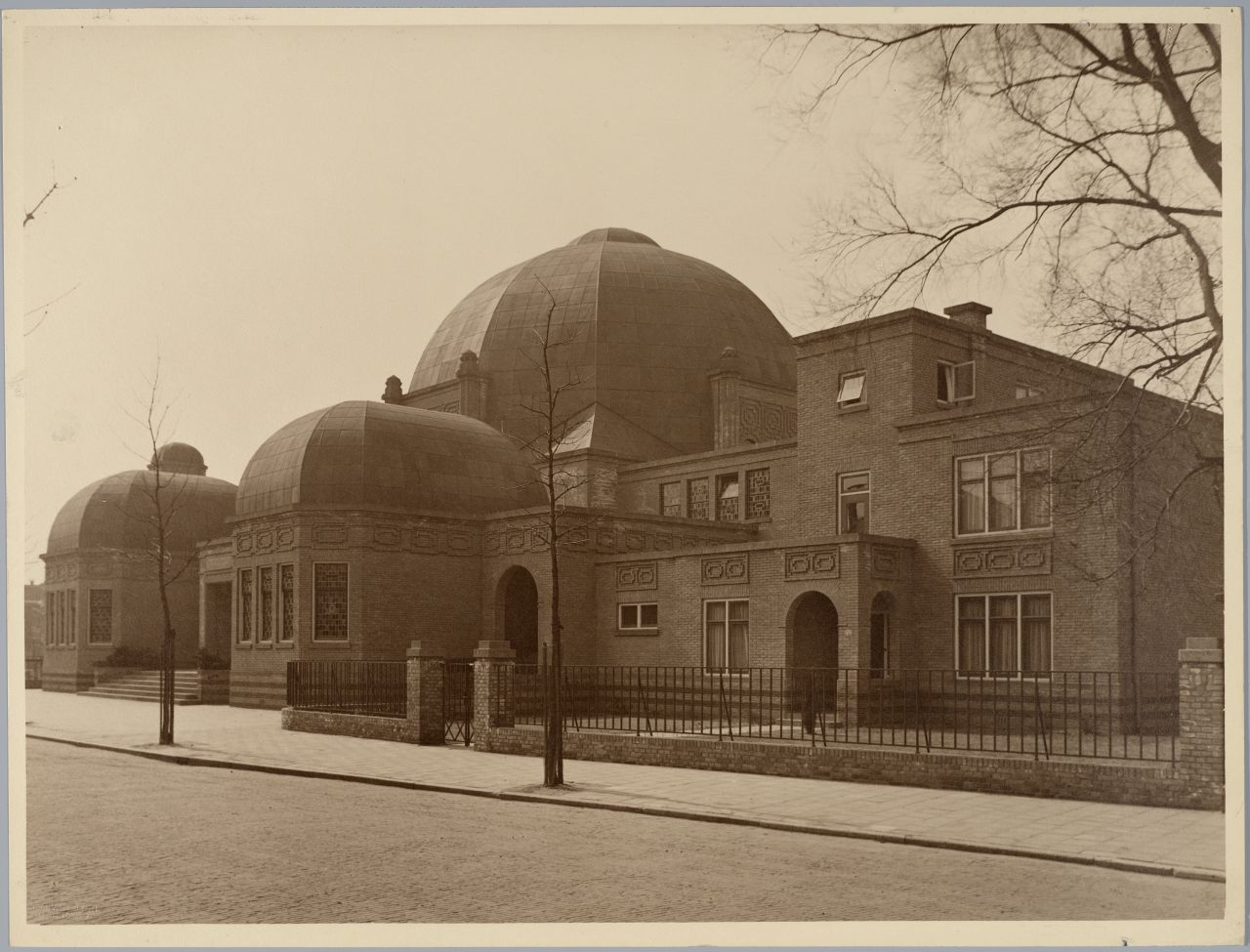
Synagogue d'Enschede.

- Projet pour la basilique-cathédrale Saint-Bavon de Haarlem (1890)
- Église Saint Vitus et résidence des ministres à Hilversum (1891—1892 ; pour Cuypers)[10],[11]
- Villa De Bremstruik pour KJL Alberdingk Thijm, à Baarn (1900—1901)[12]
- Immeuble de bureaux pour Joannes van Woensel Kooy à Flevolaan 67, Huizen (1903)[13]
- Ferme laitière Hofstede, Naarden (1904)[14]
- Maisons au Koningslaan 14 and 16, Amsterdam (1904)[15],[16]
- Maison Moltzer-Boeke, Wilhelminalaan 4, Alkmaar (1904—1905)[17]
- Projet idéal pour la « capitale mondiale » de La Haye (1905—1906)
- Villa Woudoord à Oranjewoud, Heerenveen (1908)
- Restauration de la Maison de Rembrandt, Jodenbreestraat 4, Amsterdam (1908—11)[18]
- Villa à Beethovenlaan 29, Hilversum (1910)[19]
- Gare de trains Heerenpoort à Leyde (1911)[20]
- Maison de CJ et J. Pabst, Steenbergen 6, Laren (1911)[21]
- Villa Meentwijck, Groot Hertoginnelaan 34A, Bussum (1912)[22]
- Maison de JC Loman, Johannes Vermeerstraat 14, Amsterdam (1912)[23]
- Projet pour l'hôtel de ville de Rotterdam (1912—1913)
- Nederlandse Heidemaatschappij (nl), à Arnhem (1912—1914)
- Maison au Dam 81, Amsterdam (1913)[24]
- Serre agricole et remise à voitures De Boschkamp (1913)[25]
- Villa au Oudwijkerlaan 47, Utrecht (1914)[26]
- Maison Steens Zijnen, Van Lawick van Pabststraat 31, Arnhem (1916)[27]
- Villa Redelé au Parklaan 56, Eindhoven (1916)[28]
- Maisons des travailleurs dans le Spaarndammerbuurt à Amsterdam (1918—23)[29]
- Villa De Wyk pour G. Mesdag, Haren (1919)[30]
- Bâtiment de bureaux pour le Nederlandsche Handel-Maatschappij à Amsterdam (1919—26)
- Nouvelle zone résidentielle, Brediuskwartier, à Bussum (1921)
- Hôtel de ville de Sliedrecht (1921—23)[31]
- Synagogue d'Enschede (après 1923)
- Complexe de logements pour travailleurs à Rijswijkseweg 340, La Haye (1923—25)[32]

### Autres travaux de conception

#### Meubles et autres objets

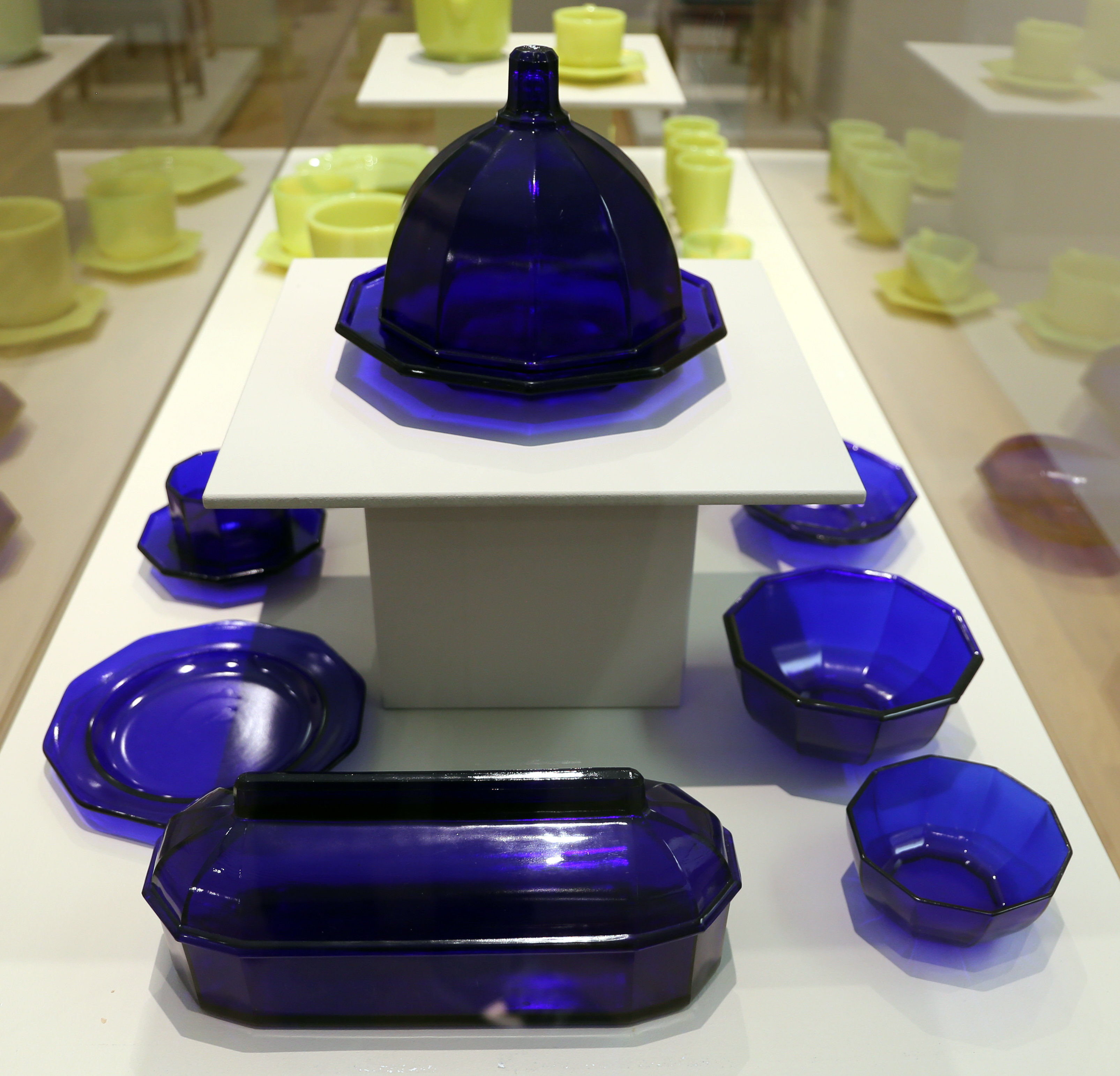
Service en verre conçu par Karel de Bazel à la verrerie de Leerdam.
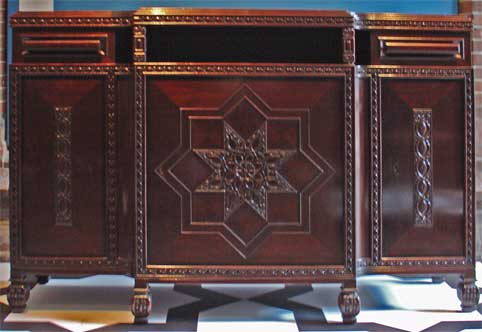
Meuble conçu par Karel de Bazel pour le couple Siegmund Menko - Emma van Dam.
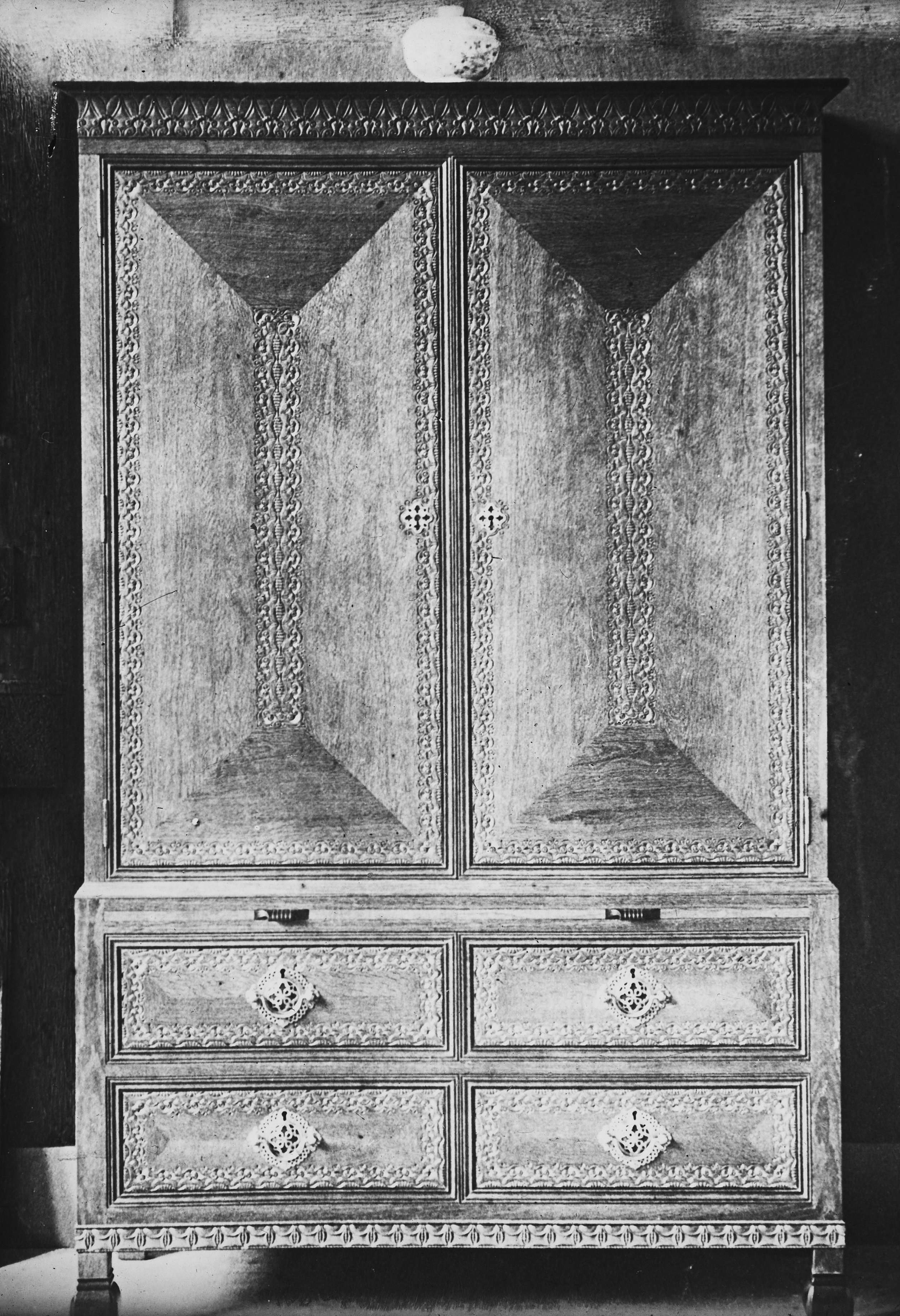
Meuble conçu par Karel de Bazel.
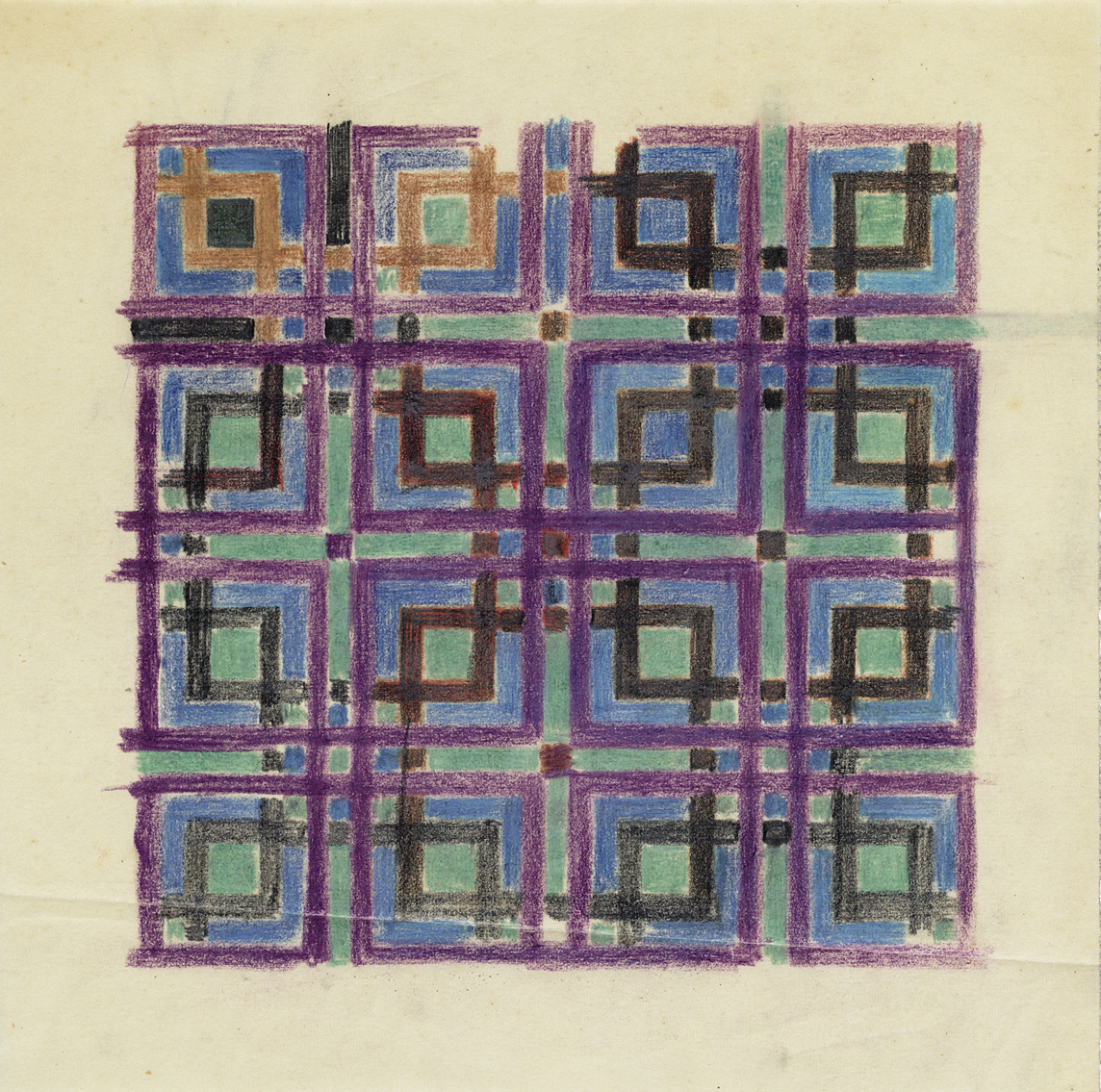
Dessin pour la conception de mosaïques de verre pour la Nederlandse Handelmaatschappij, 1920-1926.

#### Estampes
- Conception d'un timbre pour les archives de la ville d'Amsterdam (ca. 1900)
- Conception de timbres pour la poste néerlandaise (années 1910)
- Couverture pour la revue Wendingen, vol. 2, no 1 (janvier 1919)

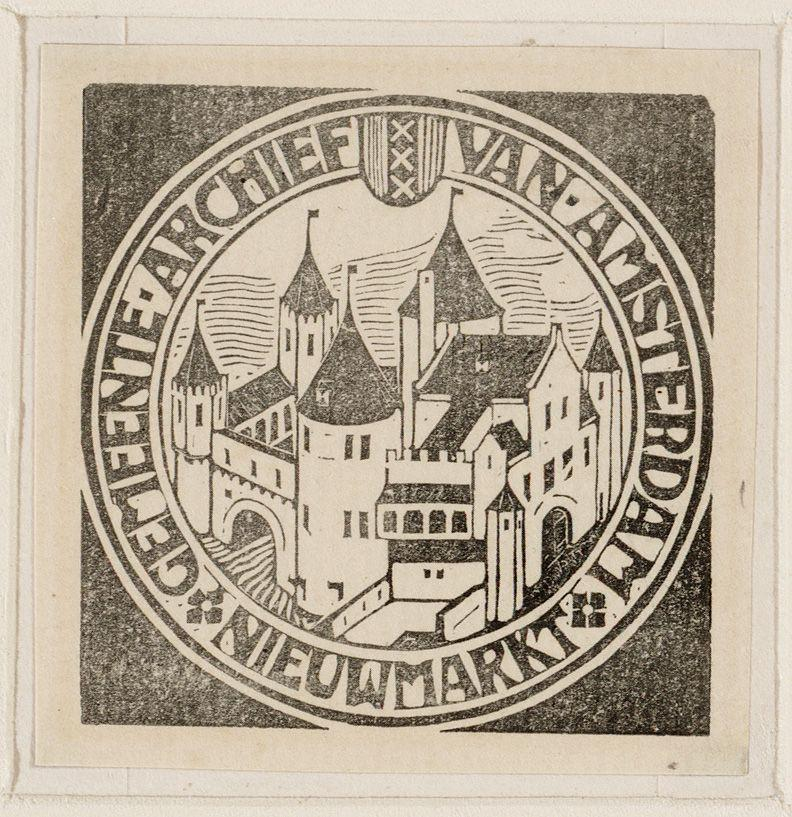
Timbre pour les archives de la ville d'Amsterdam.
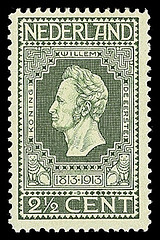
Timbre de 1913 (catalogue n° nvph 90).
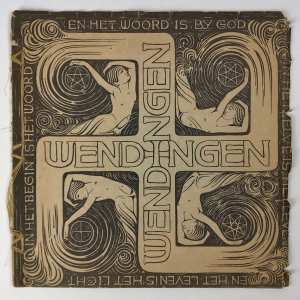
Couverture pour la revue Wendingen.
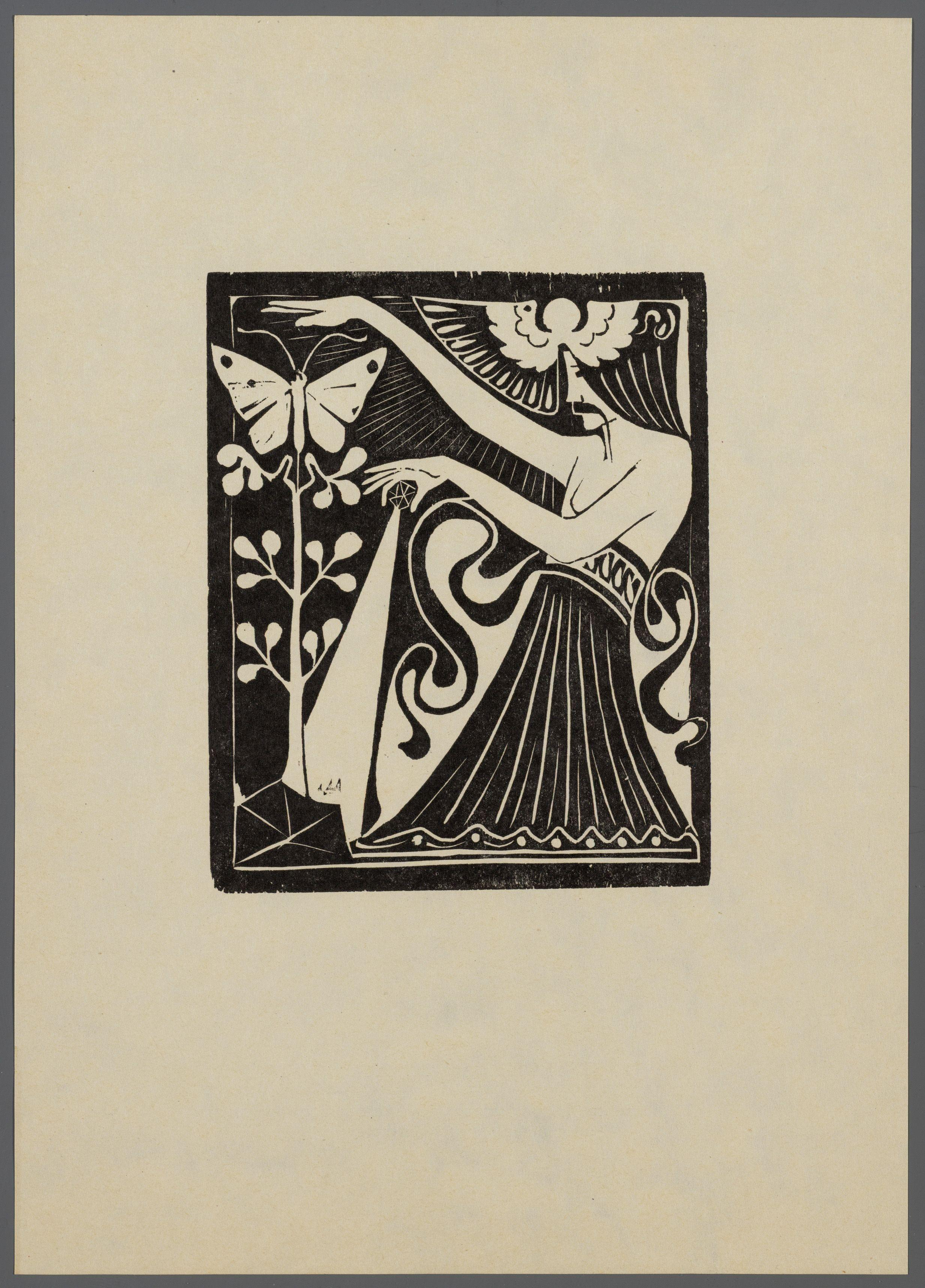
Gravure sur bois pour l'album à feuilles mobiles De houtsneden van K.P.C. de Bazel, publié par S. L. van Looy, Amsterdam, en 1925.

## Postérité
En 2022, un nouveau prix d'architecture, le prix De Bazel Gooise Meren, a été créé dans la commune de Gooise Meren pour promouvoir la qualité spatiale dans cette commune et également pour honorer l'architecte De Bazel, qui a conçu de nombreuses maisons dans cette commune et y a vécu jusqu'à sa mort. Ce prix s'inscrit dans la continuité de l'ancien prix de la qualité spatiale de Bussum.